# Belleza

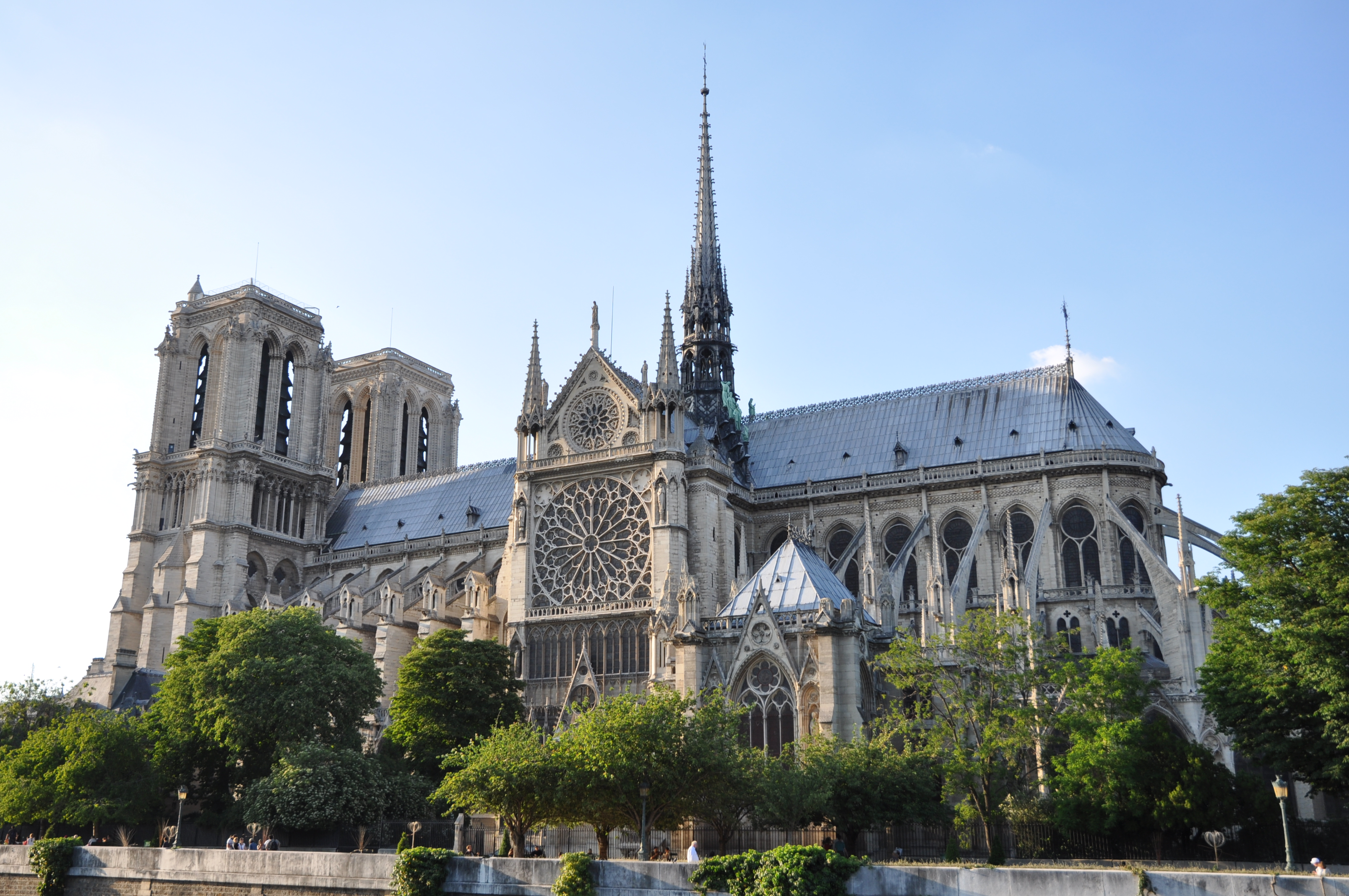
La Catedral de Notre Dame (París) de estilo gótico preclásico.

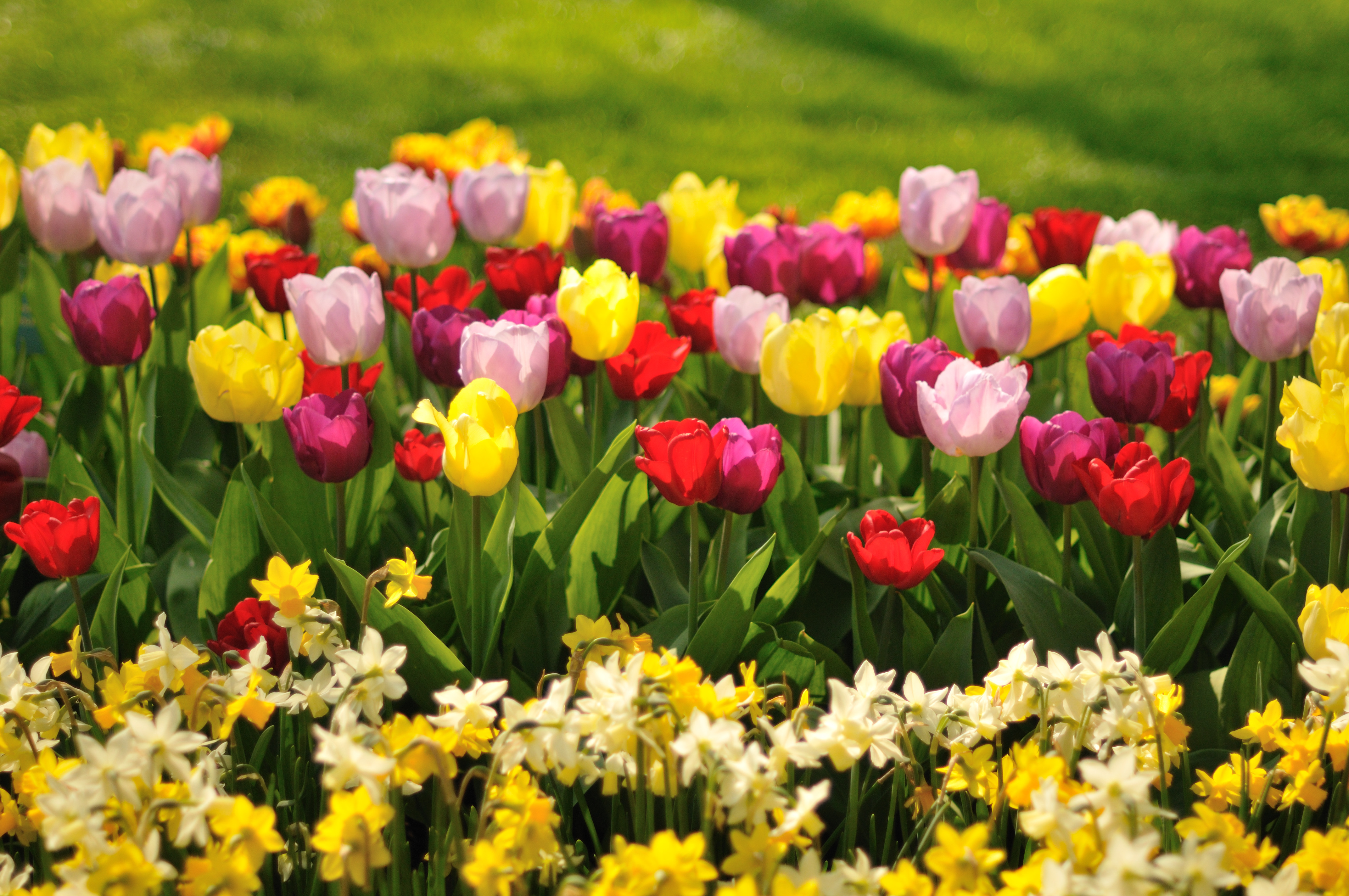
Flores en el jardín botánico de Keukenhof.

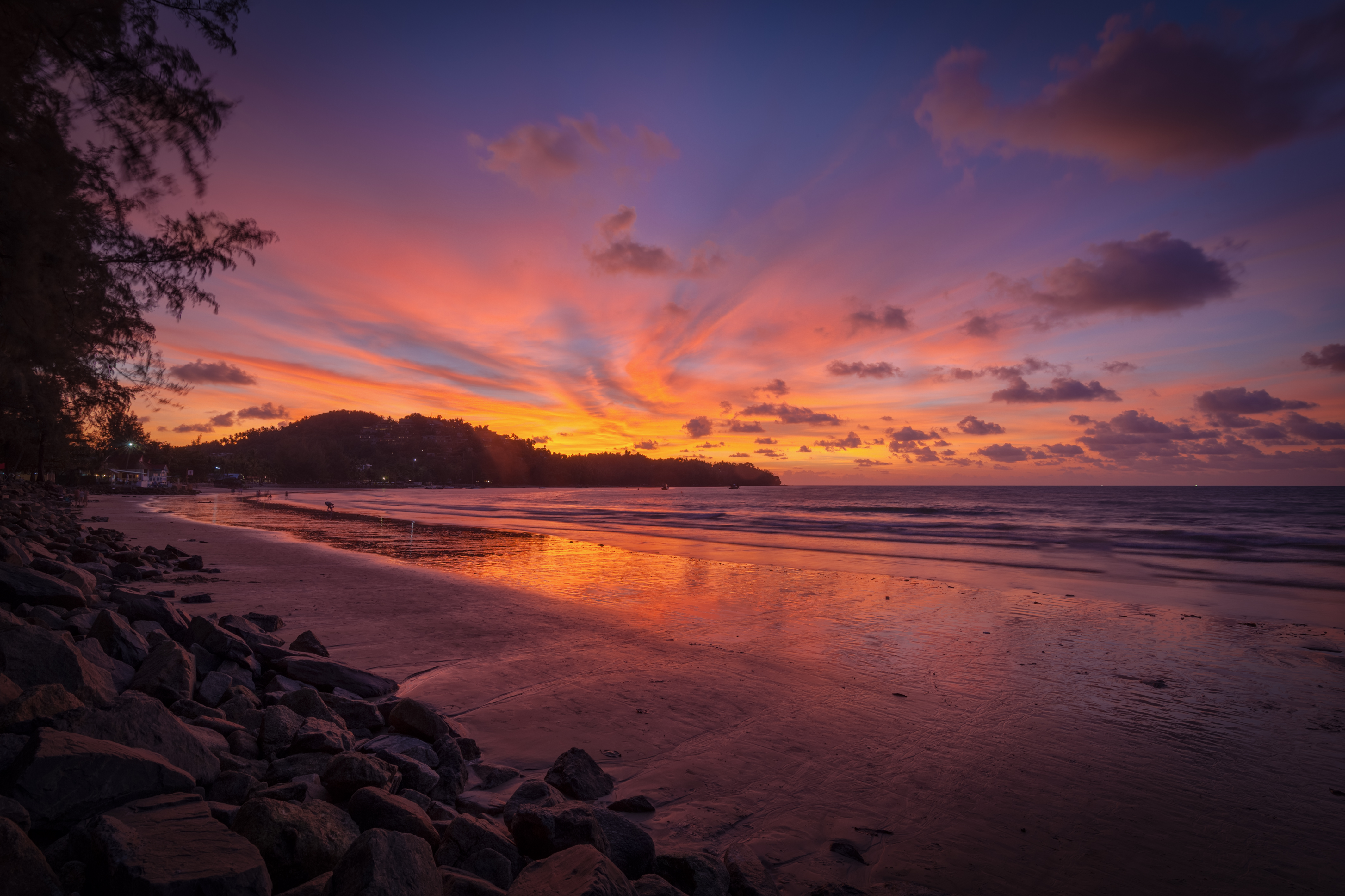
Atardecer en una playa de la provincia de Phuket, Tailandia.

La belleza se describe comúnmente como una cualidad de los entes que hace que estos sean placenteros de percibir. Tales entes pueden incluir paisajes, atardeceres o amaneceres, cielos nocturnos, personas, animales, plantas, obras de arte, etc. Belleza es una noción abstracta ligada a numerosos aspectos de la existencia humana. La belleza se estudia dentro de la disciplina filosófica de la estética, además de otras disciplinas como la historia, la sociología y la psicología social. 
La belleza se define como la característica de una cosa que a través de una experiencia sensorial (percepción) procura una sensación de placer o un sentimiento de satisfacción. Proviene de manifestaciones tales como la forma, el aspecto visual, el movimiento y el sonido, aunque también se la asocia, en menor medida, a los sabores y los olores. En esta línea y haciendo hincapié en el aspecto visual, Tomás de Aquino define lo bello como aquello que agrada a la vista (quae visa placet).
La percepción de la «belleza» a menudo implica la interpretación de alguna entidad que está en equilibrio y armonía con la naturaleza, y  puede conducir a sentimientos de atracción y bienestar emocional. Debido a que constituye una experiencia subjetiva, a menudo se dice que «la belleza está en el ojo del observador». Aunque tal relativismo es exagerado y suele asociarse a cosmovisiones y modas, lo concreto es que existen objetos y seres que dan la impresión de belleza ya desde su objetividad natural porque se corresponden con los requisitos naturales del homo sapiens, por ejemplo: el sabor dulce es preferido al sabor amargo porque el amargo suele corresponder a tóxicos, lo mismo que la fragancia de muchas flores se prefiere naturalmente en gente psíquicamente sana al hedor pútrido.
Una dificultad para entender la belleza se debe al hecho de que tiene aspectos tanto objetivos como subjetivos: es vista como una propiedad de las cosas pero también como dependiente de la respuesta emocional de los observadores. Se ha argumentado que la capacidad del sujeto necesaria para percibir y juzgar la belleza, a veces conocida como el "sentido del gusto", puede entrenarse y que los veredictos de los expertos coinciden a largo plazo. Esto sugeriría que los estándares de validez de los juicios de belleza son intersubjetivos, es decir, dependientes de un grupo de jueces, en lugar de completamente subjetivos o completamente objetivos. Las concepciones de la belleza apuntan a captar lo que es esencial en todas las cosas bellas. Las concepciones clásicas definen la belleza en términos de la relación entre el objeto bello como un todo y sus partes: las partes deben estar en la proporción correcta entre sí y así componer un todo armonioso integrado. Las concepciones hedonistas incluyen la relación con el placer en la definición de belleza al sostener que hay una conexión necesaria entre el placer y la belleza, por ejemplo, que para que un objeto sea bello es necesario que cause placer desinteresado. Otras concepciones incluyen definir los objetos bellos en términos de su valor, de una actitud amorosa hacia ellos o de su función.

## Perspectiva general
La belleza, junto con el arte y el gusto, constituye el objeto central de estudio de la estética, una de las ramas fundamentales de la filosofía. La estética se ocupa de analizar los criterios utilizados para valorar las obras de arte, así como de estudiar la naturaleza y percepción de la belleza. Tradicionalmente, la belleza ha sido considerada una propiedad estética, al igual que otras cualidades como la gracia, la elegancia o lo sublime. Como valor estético positivo, la belleza se contrapone a la fealdad, entendida como su opuesto negativo. Sin embargo, estudios recientes en neurociencia han demostrado que la percepción de la belleza activa regiones específicas del cerebro asociadas con el placer, como la corteza orbitofrontal. Además, la belleza ha sido reconocida como uno de los tres valores trascendentales del pensamiento humano, junto con la verdad y la bondad. Esta tríada ha sido objeto de reflexión desde filósofos como Platón hasta Kant. Investigaciones contemporáneas en neuroestética han revelado que la apreciación de la belleza implica una compleja interacción de mecanismos cerebrales, reflejando la sofisticación del cerebro humano.
Los objetivistas o realistas ven la belleza como una característica objetiva o independiente de la mente de las cosas bellas, lo cual es negado por los subjetivistas. La fuente de este debate es que los juicios de belleza parecen basarse en bases subjetivas, es decir, en nuestros sentimientos, y al mismo tiempo reclaman la corrección universal. Esta tensión a veces se denomina "antinomia del gusto" (antinomy of taste). Los partidarios de ambos lados han sugerido que cierta facultad, comúnmente llamada sentido del gusto (sense of taste), es necesaria para hacer juicios fiables sobre la belleza. David Hume, por ejemplo, sugiere que esta facultad puede entrenarse y que los veredictos de los expertos coinciden a largo plazo.
La belleza se discute principalmente en relación con objetos concretos accesibles a la percepción sensorial. A menudo se sugiere que la belleza de una cosa sobreviene a las características sensoriales de esta cosa. Pero también se ha propuesto que los objetos abstractos como historias o pruebas matemáticas pueden ser bellos. La belleza desempeña un papel central en las obras de arte, pero también hay belleza fuera del campo del arte, especialmente con respecto a la belleza de la naturaleza. Una distinción influyente entre las cosas bellas, debida a Immanuel Kant, es la que existe entre la belleza dependiente y la libre (dependent and free beauty). Una cosa tiene belleza dependiente si su belleza depende de la concepción o función de esta cosa, a diferencia de la belleza libre o absoluta. Ejemplos de belleza dependiente incluyen un buey que es bello como un buey pero no como un caballo o una fotografía que es bella porque representa un edificio bello pero que carece de belleza en general debido a su baja calidad.

## Objetivismo y subjetivismo
Los juicios de belleza parecen ocupar una posición intermedia entre los juicios objetivos, por ejemplo, sobre la masa y la forma de un pomelo, y los gustos subjetivos, por ejemplo, sobre si el pomelo sabe bien.  Los juicios de belleza difieren de los primeros porque se basan en sentimientos subjetivos más que en la percepción objetiva. Pero también difieren de estos últimos porque reclaman la corrección universal. Esta tensión también se refleja en el lenguaje común. Por un lado, hablamos de la belleza como una característica objetiva del mundo que se atribuye, por ejemplo, a paisajes, pinturas o seres humanos. El aspecto subjetivo, por otro lado, se expresa en dichos como "la belleza está en el ojo del espectador".
Estas dos posiciones a menudo se denominan objetivismo o realismo y subjetivismo. El objetivismo es el punto de vista tradicional, mientras que el subjetivismo se ha desarrollado más recientemente en la filosofía occidental. Los objetivistas sostienen que la belleza es una característica de las cosas independiente de la mente. En este relato, la belleza de un paisaje es independiente de quién lo percibe o si se percibe en absoluto. Los desacuerdos pueden explicarse por la incapacidad de percibir esta característica, a veces "falta de gusto" (lack of taste).  El subjetivismo, por otro lado, niega la existencia de la belleza independiente de la mente. Influyente para el desarrollo de esta posición fue la distinción de John Locke entre cualidades primarias, que el objeto tiene independientemente del observador, y cualidades secundarias, que constituyen poderes en el objeto para producir ciertas ideas en el observador. Cuando se aplica a la belleza, todavía hay un sentido en el que depende del objeto y sus poderes. Pero este relato hace implausible la posibilidad de desacuerdos genuinos sobre las afirmaciones de belleza, ya que el mismo objeto puede producir ideas muy diferentes en observadores distintos. La noción de "gusto" todavía se puede utilizar para explicar por qué diferentes personas no están de acuerdo sobre lo que es bello. Pero no hay un gusto objetivamente correcto o incorrecto, solo hay gustos diferentes.
El problema tanto con la posición objetivista como con la subjetivista en su forma extrema es que cada una tiene que negar algunas intuiciones sobre la belleza. Este tema a veces se discute bajo la etiqueta "antinomia del gusto". Ha llevado a varios filósofos a buscar una teoría unificada que pueda tener en cuenta todas estas intuiciones. Una ruta prometedora para resolver este problema es pasar de las teorías subjetivas a las intersubjetivas, que sostienen que los estándares de validez de los juicios de gusto son intersubjetivos o dependen de un grupo de jueces en lugar de ser objetivos. Este enfoque trata de explicar cómo es posible un desacuerdo genuino sobre la belleza a pesar del hecho de que la belleza es una propiedad que depende de la mente, dependiente no de un individuo sino de un grupo. Una teoría estrechamente relacionada ve la belleza como una propiedad secundaria o dependiente de la respuesta (response-dependent). En uno de esos relatos, un objeto es bello "si causa placer en virtud de sus propiedades estéticas". El problema de que diferentes personas responden de manera diferente puede abordarse combinando teorías de dependencia de respuesta con las llamadas teorías del observador ideal (ideal-observer theories): solo importa cómo respondería un observador ideal. No hay un acuerdo general sobre cómo se deben definir los "observadores ideales", pero se suele suponer que son jueces experimentados de belleza con un sentido del gusto completamente desarrollado. Esto sugiere una forma indirecta de resolver la antinomia del gusto: en lugar de buscar condiciones necesarias y suficientes de belleza misma, podemos aprender a identificar las cualidades de los buenos críticos y confiar en sus juicios. Este enfoque solo funciona si se garantiza la unanimidad entre los expertos. Pero incluso los jueces experimentados pueden estar en desacuerdo en sus juicios, lo que amenaza con socavar las teorías del observador ideal.

## Concepciones
Se han propuesto varias concepciones de las características esenciales de las cosas bellas, pero no hay consenso sobre cuál es la correcta.

### Clásica
La concepción clásica define la belleza en términos de la relación entre el objeto bello como un todo y sus partes: las partes deben estar en la proporción correcta entre sí y así componer un todo armonioso integrado. En este relato, que encontró su articulación más explícita en el Renacimiento italiano, la belleza de un cuerpo humano, por ejemplo, depende, entre otras cosas, de la proporción correcta de las diferentes partes del cuerpo y de la simetría general. Un problema con esta concepción es que es difícil dar una descripción general y detallada de lo que se entiende por "armonía entre partes". Esto levanta la sospecha de que definir la belleza a través de la armonía solo resulta en el intercambio de un término poco claro por otro. Se han hecho algunos intentos de disolver esta sospecha buscando leyes de belleza, como la proporción áurea. Alexander Baumgarten, por ejemplo, veía leyes de belleza en analogía con leyes de la naturaleza y creía que podían ser descubiertas a través de la investigación empírica. Pero estos intentos han fracasado hasta ahora en encontrar una definición general de belleza. Varios autores incluso afirman lo contrario, que tales leyes no pueden formularse, como parte de su definición de belleza.

### Hedonista
Un elemento muy común en muchas concepciones de belleza es su relación con el placer. El hedonismo considera que esta relación forma parte de la definición de belleza al sostener que existe una conexión necesaria entre el placer y la belleza, por ejemplo, que para que un objeto sea bello es necesario que cause placer o que la experiencia de la belleza siempre va acompañada de placer. Este relato se denomina a veces "hedonismo estético" para distinguirlo de otras formas de hedonismo. Una articulación influyente de esta posición proviene de Tomás de Aquino, que trata la belleza como "lo que agrada en la propia aprehensión de ello". Immanuel Kant explica este placer a través de una interacción armoniosa entre las facultades de entendimiento e imaginación. Otra cuestión para los hedonistas es cómo explicar la relación entre belleza y placer. Este problema es similar al dilema de Eutifrón: ¿es algo bello porque lo disfrutamos o lo disfrutamos porque es bello? Los teóricos de la identidad (identity theorists) resuelven este problema negando que haya una diferencia entre belleza y placer: identifican la belleza, o su apariencia, con la experiencia del placer estético.
Los hedonistas suelen restringir y especificar la noción de placer de diversas maneras para evitar contraejemplos obvios. Una distinción importante en este contexto es la diferencia entre placer puro y mixto. El placer puro excluye cualquier forma de dolor o sentimiento desagradable, mientras que la experiencia de placer mixto puede incluir elementos desagradables. Pero belleza puede implicar placer mixto, por ejemplo, en el caso de una historia bellamente trágica, razón por la cual el placer mixto suele estar permitido en las concepciones hedonistas de belleza.
Otro problema al que se enfrentan las teorías hedonistas es que obtenemos placer de muchas cosas que no son bellas. Una forma de abordar este problema es asociar la belleza con un tipo especial de placer: placer estético o desinteresado. Un placer es desinteresado si es indiferente a la existencia del objeto bello o si no surgió debido a un deseo antecedente a través del razonamiento medio-fin. Por ejemplo, la alegría de mirar un hermoso paisaje aún sería valiosa si resultara que esta experiencia fue una ilusión, lo que no sería cierto si esta alegría se debiera a ver el paisaje como una valiosa oportunidad inmobiliaria. Los opositores al hedonismo suelen admitir que muchas experiencias de belleza son placenteras, pero niegan que esto sea cierto en todos los casos. Por ejemplo, una crítica fría y cansada todavía puede ser una buena jueza de belleza debido a sus años de experiencia, pero carece de la alegría que acompañaba inicialmente a su trabajo. Una manera de evitar esta objeción es permitir que respuestas a cosas bellas carezcan de placer mientras se insiste en que todas las cosas bellas merecen placer, que el placer estético es la única respuesta adecuada a ellas.

### Otras
Se han propuesto varias otras concepciones de belleza. G. E. Moore explica la belleza con respecto al valor intrínseco como "aquello cuya contemplación admirativa es buena en sí misma". Esta definición conecta la belleza con la experiencia mientras logra evitar algunos de los problemas que suelen asociarse a las posiciones subjetivistas, ya que permite que las cosas puedan ser bellas incluso si nunca se experimentan. Otra teoría subjetivista de la belleza proviene de George Santayana, quien sugiere que proyectamos placer en las cosas que llamamos "bellas". Así, en un proceso parecido a un error categorial, tratamos nuestro placer subjetivo como una propiedad objetiva de la cosa bella. Otras concepciones incluyen definir la belleza en términos de una actitud amorosa o anhelante hacia el objeto bello o en términos de su utilidad o función. Los funcionalistas pueden seguir a Charles Darwin, por ejemplo, al explicar la belleza según su papel en la selección sexual.

## Historia de la belleza

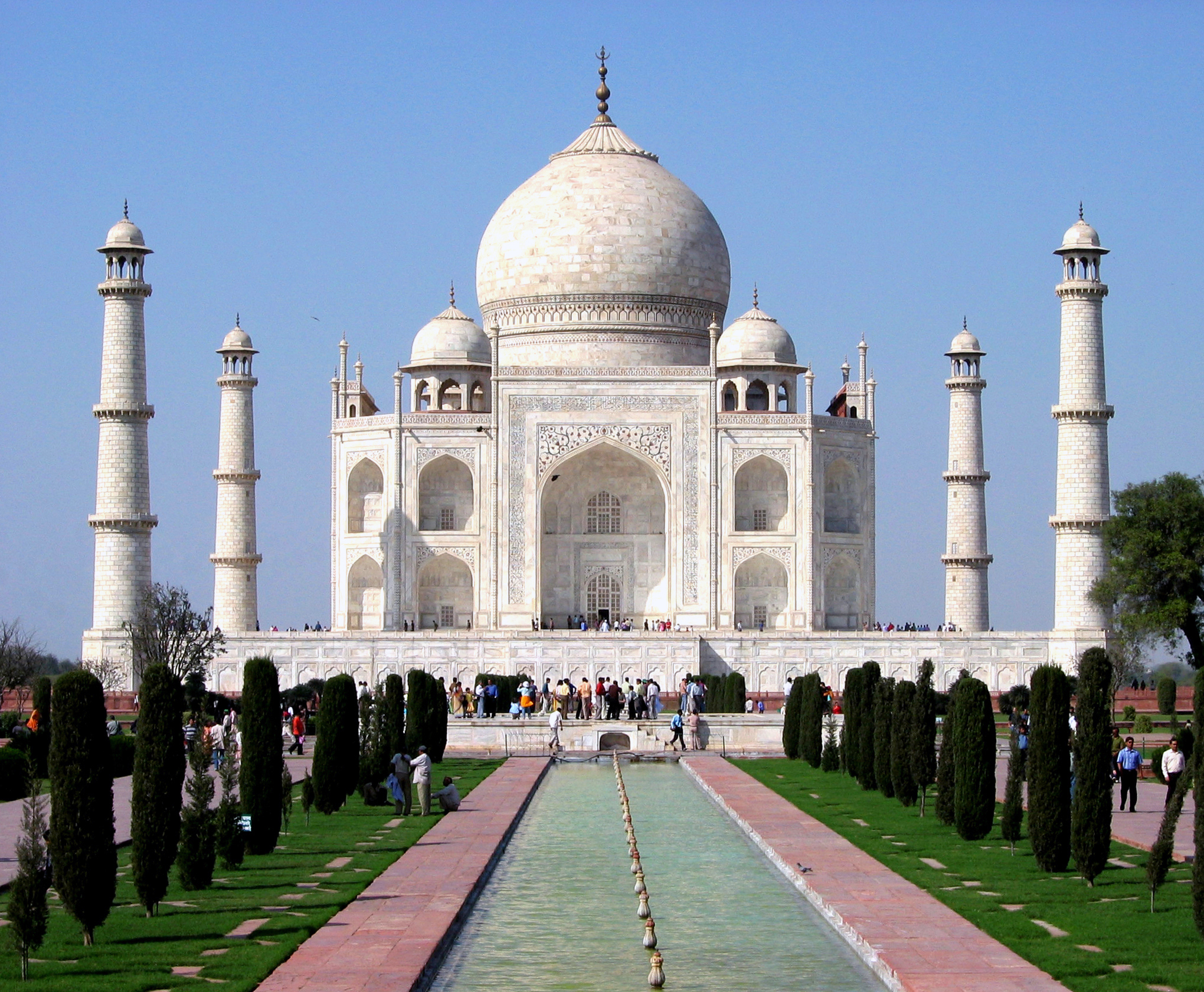
El Taj Mahal es un ejemplo de la simetría en la arquitectura.

Podría remontarse a la propia existencia de la humanidad una de sus cualidades mentales. La escuela pitagórica vio una importante conexión entre las matemáticas y la belleza. En particular, notaron que los objetos que poseen simetría son más llamativos. La arquitectura griega clásica está basada en esta imagen de simetría y proporción. Platón realizó una abstracción del concepto y consideró la belleza una idea, de existencia independiente a la de las  cosas bellas. Según la concepción platónica, la belleza en el mundo es visible por todos; no obstante, dicha belleza es tan solo una manifestación de la belleza verdadera, que reside en el alma y a la que solo podremos acceder si nos adentramos en su conocimiento. Consecuentemente, la belleza terrenal es la materialización de la belleza como idea, y toda idea puede convertirse en belleza terrenal por medio de su representación.
La belleza, generalmente, se ha asociado con el bien. De la misma manera, lo contrario de la belleza, que es la fealdad,  a menudo se ha relacionado con el mal. A las brujas, por ejemplo, con frecuencia se les atribuyen rasgos físicos desagradables y personalidades repulsivas. Este contraste aparece representado en cuentos como La bella durmiente, de Charles Perrault. En su obra Las afinidades electivas, Goethe declara que la belleza humana actúa con mucha mayor fuerza sobre sentidos interiores que sobre los externos, de modo que lo que él contempla está exento del mal y sienta en armonía con él y con el mundo.
La simetría es importante porque da la impresión de que la persona creció con salud, sin defectos visibles. Algunos investigadores han sugerido que rasgos neonatales son intrínsecamente atractivos. La juventud en general se asocia con la belleza.
Hay pruebas que hacen intuir un rostro hermoso en el desarrollo infantil, y que las normas de atractivo son similares en culturas diferentes. El promedio, la simetría y el dimorfismo sexual para determinar la belleza pueden tener una base evolutiva. Los metaanálisis de la investigación empírica indican que las tres características producen atracción tanto en caras masculinas como en femeninas y a través de diferentes culturas. El atractivo facial puede ser una adaptación para la opción de compañero, posiblemente porque la simetría y la ausencia de defectos señalan  aspectos importantes de la calidad física del compañero, como la salud. Es probable que estas preferencias sean simplemente instintos.
Los artistas griegos y romanos también tenían el estándar de belleza masculina en la civilización occidental. El romano ideal fue definido como un jefe alto, musculado, de piernas largas, con un pecho lleno de pelo grueso, una alta y amplia frente -un signo de inteligencia-, grandes ojos, una nariz fuerte y perfil perfecto, boca pequeña, y una mandíbula poderosa. Esta combinación de factores produciría una mirada impresionante de hermosa masculinidad. Con las excepciones notables del peso corporal y los estilos de moda, las normas de belleza han sido bastante constantes en el tiempo y el lugar.
En el chino antiguo se escribe un signo que significa "hermoso", pero hoy se combina con otros dos signos que significan "grande" y "oveja". Posiblemente, la oveja grande era representativa de belleza.
La cultura maya consideraba que tener estrabismo era bello, y para conseguirlo, las madres ponían jarras delante de los niños para que crecieran con este defecto; el concepto de belleza puede variar entre culturas.

## Belleza humana

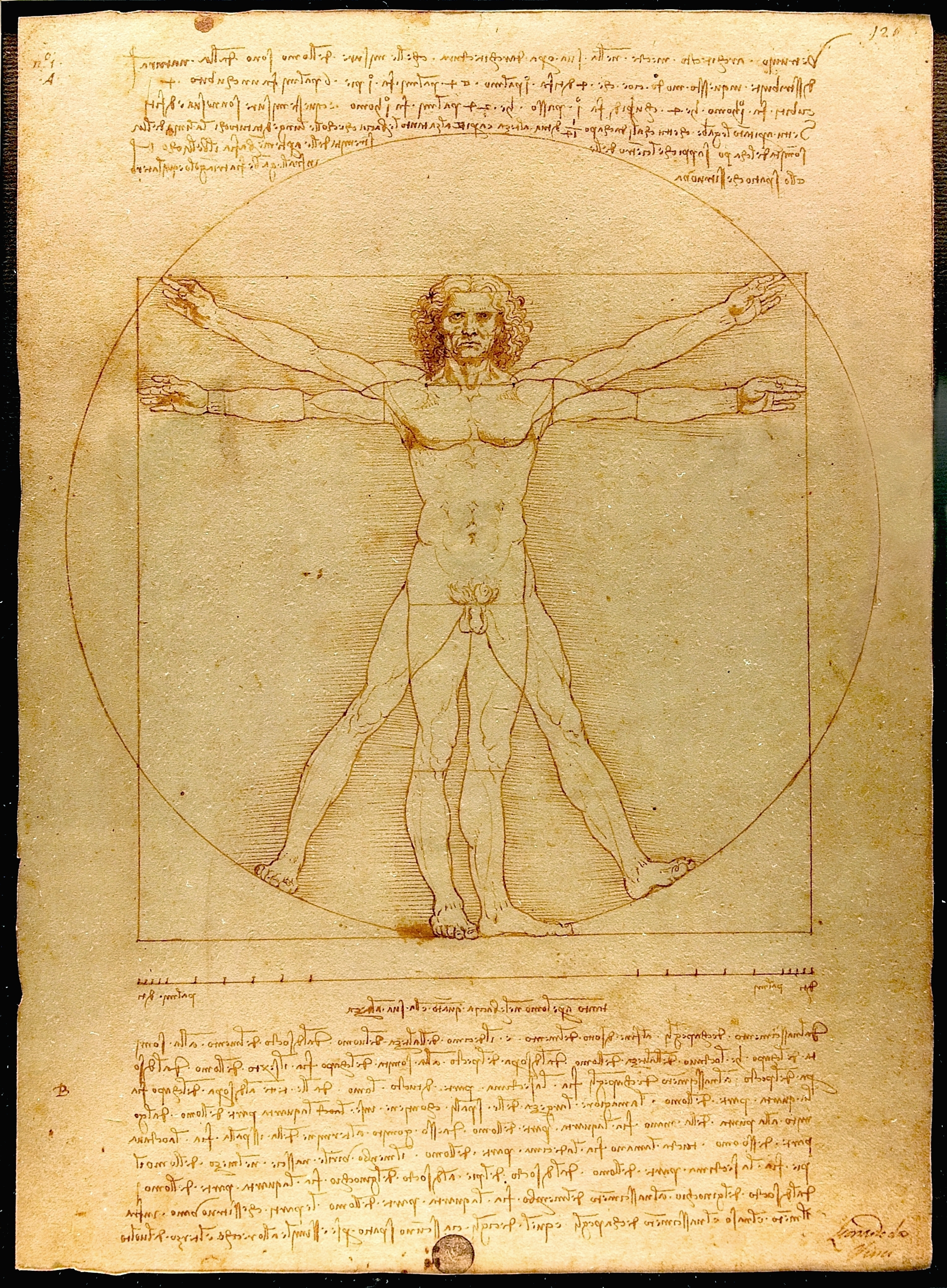
Proporciones ideales del cuerpo humano esquematizadas en el Hombre de Vitruvio, de Leonardo da Vinci.

La caracterización de una persona como «bella», ya sea de forma individual o por consenso de la comunidad, a menudo se basa en una combinación de belleza interior, que incluye los factores psicológicos —tales como congruencia, elegancia, encanto, gracia, integridad, inteligencia y personalidad —, y belleza exterior, es decir, atractivo físico, que incluye factores físicos —tales como juventud, medialidad, salud corporal, sensualidad y Simetría—.
Comúnmente se mide la belleza externa con base en la opinión general o el consenso de un grupo de personas. Un ejemplo de ello son los concursos de belleza, como el de Miss Universo. La belleza interna, sin embargo, es más difícil de cuantificar. Un importante indicador de la belleza física es la «medianía». Cuando las imágenes de rostros humanos se promedian para formar una imagen compuesta, esta se acerca progresivamente cada vez más a la imagen «ideal» y se percibe como más atractiva. Este fenómeno se notó por primera vez en 1883, cuando Francis Galton, primo de Charles Darwin, construyó imágenes compuestas por superposición de fotografías de  vegetarianos y delincuentes en búsqueda de una apariencia característica para cada uno de ellos. Al hacerlo, se percató de que las  imágenes compuestas resultantes eran más atractivas en comparación con cualquiera de las fotografías individuales.

## Fealdad
La fealdad es una propiedad de una persona o cosa que no es agradable de mirar. En muchas sociedades el juicio de ser considerado "feo" equivale a ser poco estético, repulsivo u ofensivo. Al igual que su opuesto, la belleza, la fealdad implica un juicio subjetivo y esta por lo menos en parte, en el "ojo del observador", tampoco se debe olvidar la influencia ejercida por la cultura del "observador". Así, la percepción de la fealdad puede ser errónea o miope, como en el cuento de El patito feo de Hans Christian Andersen.
A pesar de que la fealdad es normalmente considerada como una característica visible, también puede ser un atributo interno. Por ejemplo, una persona se puede considerar atractiva por fuera pero por dentro irreflexiva y cruel. También es posible estar de "mal humor", que es un estado interno de desagrado temporal.
La fealdad tiene su origen en la consideración del "ojo observador" y de la autoestima que se desarrolla en las personas al ver los estereotipos de hombres y mujeres agradables a nuestros sentidos de percepción.

## Belleza en el arte
En la Grecia clásica, uno de los temas principales de la primera mitad de la obra Fedro de Platón es la Belleza.